# Cristine Spătaru
Cristine Spătaru (* 4. Februar 1986 in Onești) ist eine ehemalige rumänische Bobsportlerin und Leichtathletin, die auch für Bulgarien und Deutschland startete.
Die gebürtige Rumänin begann ihre Sportkarriere als Leichtathletin. Bei den Jugendweltmeisterschaften 2001 in Debrecen erreichte sie den vierten Platz im Weitsprung, weitengleich mit der Bronzemedaillengewinnerin Angela Dies aus Deutschland. Zwei Jahre danach bei den Jugendweltmeisterschaften in Sherbrooke gewann Spătaru sowohl im Weitsprung als auch im Dreisprung die Goldmedaille, wobei sie mit 6,41 m bzw. 13,86 m jeweils mit Meisterschaftsrekord siegte. Bei den Junioreneuropameisterschaften kurz danach in Tampare gewann sie Silber im Dreisprung und noch im selben Monat gewann sie beim Europäischen Olympischen Jugendfestival in Paris Gold im Weitsprung. Wegen einer Verletzung vor den Olympischen Spielen 2004 konnte sie danach nicht mehr an ihre Erfolge anknüpfen. Sie versuchte sogar einen Disziplinwechsel zu den 400 m Hürden, konnte aber nicht reüssieren.
2007 wechselte Spătaru zum Bobsport und ging als Anschieberin von Maria Spirescu, ebenfalls eine gebürtige Rumänin, für den bulgarischen Verband an den Start. Das Duo erreichte im Europacup mehrere Podiumsplätze und in Cesena einen Sieg, womit sie die Gesamtwertung gewannen. Bei der Bob-Weltmeisterschaft 2008 in Altenberg landeten die beiden auf dem 15. Platz.
Nach zwei Jahren ging Spătaru nach Deutschland und trainierte mit Sandra Kiriasis, der Olympiasiegerin von 2006, und ging für den deutschen Verband an den Start. Als Anschieberin von Claudia Schramm wurde sie 2009 in Park City beim Weltcuprennen Zehnte und als Anschieberin von Anja Schneiderheinze gewann sie 2010 das Europacuprennen in Cesana.
Zwischen 2011 und 2013 schließlich startete Spătaru für ihr Heimatland Rumänien. Ihre besten Weltcup-Platzierungen für den rumänischen Verband waren 2012 Rang 14 beim Rennen in Altenberg mit Pilotin Carmen Tronescu und 2013 Rang 12 mit Oana Diaconu ebenfalls in Altenberg. Bei der Bob-Weltmeisterschaft 2013 in St. Moritz landete sie mit Diaconu auf dem 22. Platz.